# Batanta
Batanta is een eiland in de Indonesische provincie Zuidwest-Papoea. Het ligt tussen Salawati en Waigeo en maakt deel uit van de Raja Ampat Eilanden. Het is 453 km² groot en het hoogste punt is 1184 m.

## Fauna
De volgende zoogdieren komen er voor:
- Wild zwijn (Sus scrofa) (prehistorisch geïntroduceerd)
- Zwarte rat (Rattus rattus) (onzeker; geïntroduceerd)
- Myoictis wallacei (onzeker)
- Echymipera kalubu (onzeker)
- Phalanger orientalis
- Spilocuscus maculatus
- Paramelomys platyops
- Dobsonia beauforti
- Dobsonia magna
- Macroglossus minimus
- Nyctimene albiventer
- Pteropus conspicillatus
- Rousettus amplexicaudatus
- Syconycteris australis
- Emballonura nigrescens
- Hipposideros cervinus
- Hipposideros diadema
- Hipposideros maggietaylorae
- Rhinolophus euryotis
- Miniopterus australis
- Myotis adversus (onzeker)
- Pipistrellus papuanus